# Rajki (Barban)
Rajki is een plaats in de gemeente Barban in de Kroatische provincie Istrië. De plaats telt 11 inwoners (2001).